# حول حماري (إب)

تعديل مصدري - تعديل

حول حماري محلة تابعة لقرية المحاط، التابعة لعزلة الروس بمديرية إب إحدى مديريات محافظة إب في الجمهورية اليمنية.، بلغ تعداد سكانها 118 حسب تعداد اليمن لعام 2004.